# Ating
Ating är gutniska och betyder arbetsgemenskap. Vid ett ating tar arbetsstyrkan aldrig betalt, utan arbetsgivaren står för all förplägning. Då ingår en riklig frukost, förmiddagskaffe, lunch, eftermiddagskaffe och en rejäl festmiddag och dans.
Det var vanligt att folket i de närmaste gårdarna (grannlaget) och släktingar hjälptes åt vid större arbeten som t.ex. att lägga om ett tak med träspån (spånating) eller tidigare med halvgräset ag.
Ating uttalas med långt a (”aating”).
Seden med ating levde kvar till slutet av 1960-talet vid tröskning med stationärt tröskverk där det krävdes ca 15–20 personer för att arbetet skulle löpa smidigt och kunna klaras av på en till två dagar (tröskating). Man bytte då arbetskraft mellan gårdarna och om det saknades folk kunde man betala dagsverkare.